# Киплинг, Редьярд
Джо́зеф Ре́дьярд Ки́плинг (англ. Joseph Rudyard Kipling — /ˈrʌdjərd ˈkɪplɪŋ/; 30 декабря 1865, Бомбей — 18 января 1936, Лондон) — английский писатель, поэт, журналист и путешественник.
Художественные произведения Киплинга включают «Книгу джунглей», «Ким», а также множество рассказов, в том числе «Человек, который будет королём». Среди его стихов: «Мандалай» (1890), «Гунга Дин» (1890), «Боги Азбучных Истин» (1919), «Бремя белого человека» (1899) и «Если…» (1910). В 1907 году Киплинг становится первым англичанином, получившим Нобелевскую премию по литературе, а также самым молодым нобелевским лауреатом по литературе за всю историю премии. В этом же году он удостаивается наград от университетов Парижа, Страсбурга, Афин и Торонто; удостоен также почётных степеней Оксфордского, Кембриджского, Эдинбургского и Даремского университетов.

## Биография

### Детство
Редьярд Киплинг родился в Бомбее, в Британской Индии, в семье профессора местной школы искусств Джона Локвуда Киплинга и Алисы (Макдональд) Киплинг. Имя Редьярд он получил, как полагают, в честь английского озера Редьярд, где познакомились родители. Ранние годы, полные экзотических видов и звуков Индии, были очень счастливыми для будущего писателя. Но в возрасте 5 лет Киплинга вместе с его 3-летней сестрой отправили в пансион в Англию — в Саутси (англ. Southsea, Портсмут). Следующие шесть лет — с октября 1871 по апрель 1877 — Киплинг жил в частном пансионе Лорне Лодж (Кэмпбелл-Роуд, 4), который содержала супружеская пара Прайса Э. Холлоуэя (англ. Pryse Agar Holloway), бывшего капитана торгового флота, и Сары Холлоуэй. Они плохо обращались с мальчиком, нередко наказывали. Такое отношение так сильно повлияло на него, что до конца жизни он страдал от бессонницы. Этому периоду жизни писателя посвящен рассказ «Мэ-э, паршивая овца».
В 12 лет родители устраивают его в частное Девонское училище, чтобы он смог потом поступить в престижную военную академию. Позже о годах, проведённых в училище, Киплинг напишет автобиографическое произведение «Сталки и компания». Директором училища был Кормелл Прайс, друг отца Редьярда. Именно он стал поощрять любовь мальчика к литературе. Близорукость не позволила Киплингу избрать военную карьеру, а дипломов для поступления в другие университеты училище не давало. Под впечатлением от рассказов, написанных сыном в училище, отец находит ему работу журналистом в редакции «Гражданской и военной газеты» (Civil and Military Gazette), выходившей в Лахоре (Британская Индия, ныне Пакистан). Редьярд отплыл в Индию 20 сентября 1882 года и прибыл в Бомбей 18 октября. Интересы молодого автора выбивались за пределы замкнутой англо-индийской аристократии. Так, Ч. Карингтон отмечал, что юный газетчик был известен тем, что знал о жизни простолюдинов в Лахоре больше, чем полиция, и серьёзно изучал самое «дно».

Я бродил до рассвета по всевозможным случайным заведениям: рюмочным, игорным притонам и курильням опиума, которые совсем не таинственны и загадочны; я наблюдал за уличными танцами и кукольными представлениями.

В 1882 году, когда Киплинг начал свою работу, главным редактором был Стивен Уиллер, недолюбливавший смелый стиль молодого корреспондента. В 1886 Уиллер вернулся в Англию, его место занял Кей Робинсон. Новый редактор дал больше творческой свободы, и Киплингу разрешили публиковать свои маленькие новеллы в CMG. С ноября 1886 по июнь 1887 в газете были выпущены 28 рассказов из цикла «Простые рассказы с гор».
Вскоре Киплингу предложили работу в газете The Pioneer в Аллахабаде. Он ушел из The Civil and Military Gazette в 1887 году.
О, Запад есть Запад, Восток есть Восток, и с мест они не сойдут,

Пока не предстанет Небо с Землёй на Страшный Господень Суд.

Но нет Востока, и Запада нет, что — племя, родина, род,

Если сильный с сильным лицом к лицу у края земли встаёт?
В бытность корреспондентом аллахабадской газеты «Пионер» (Pioneer), с которой он заключил контракт на написание путевых очерков, популярность его произведений стремительно увеличивается, в 1888 и 1889 годах издаются 6 книг с его рассказами, которые принесли ему признание.
В 1889 году он совершает долгое путешествие. 9 марта он покидает Индию, сперва посещает Бирму (в частности Рангун и Моламьяйн), Сингапур, Гонконг, Японию, после чего пересекает Тихий океан, и прибывает в Сан-Франциско. Дальнейшее его путешествие идёт через Портленд (Орегон), Сиэтл, Викторию, Ванкувер, Медисин-Хат, Йеллоустонский национальный парк, Солт-Лейк-Сити, Омаху, Чикаго, Бивер (Пенсильвания), Шатокуа, Ниагарский водопад, Торонто, округ Колумбия, Нью-Йорк, Бостон. В ходе этого путешествия он познакомился с Марком Твеном в городе Элмайра, штат Нью-Йорк. Твен с радостью принял Киплинга и провел с ним двухчасовую беседу о тенденциях в англо-американской литературе. В октябре того же года Киплинг пересекает Атлантический океан, прибывает в Ливерпуль и наконец в Лондон. Его начинают называть литературным наследником Чарльза Диккенса. В 1890 году выходит его первый роман «Свет погас» (The Light That Failed).

### Карьера писателя
В Лондоне Киплинг знакомится с молодым американским издателем Уолкоттом Бейлстиром, они вместе работают над повестью «Наулахка» (The Naulahka). В 1892 году Бейлстир умирает от тифа, и вскоре после этого Киплинг женится на его сестре Каролине. Во время медового месяца банк, в котором у Киплинга были сбережения, обанкротился. Денег у четы осталось лишь на то, чтобы добраться до Вермонта (США), где жили родственники Бейлстир. Следующие четыре года они проживают здесь.
В это время писатель вновь начинает писать для детей; в 1894—1895 годах выходят знаменитые «Книга джунглей» (The Jungle Book) и «Вторая книга джунглей» (The Second Jungle Book). Опубликованы также стихотворные сборники «Семь морей» (The Seven Seas) и «Белые тезисы» (The white thesis). Скоро рождаются двое детей: Джозефина и Элси. После ссоры со своим шурином Киплинг с женой в 1896 году возвращаются в Англию. В 1897 году выходит повесть «Отважные мореплаватели» (Captains Courageous). В 1899 году, во время визита в США, от воспаления лёгких умирает его старшая дочь Джозефина, что стало огромным ударом для писателя.
В начале 1898 года чета Киплингов отправляется в Капскую колонию на зимние каникулы, положив начало ежегодной традиции, которая (за исключением следующего года) продлится до 1908 года. Киплинг был тепло принят некоторыми влиятельными политиками, в частности Сесилом Родсом, символом британского империализма. Благосклонно отнёсся к Бурской войне, писал стихи в поддержку армии. В Африке он начинает подбирать материал для новой детской книги, которая выходит в 1902 году под названием Just So Stories (в русском переводе — «Просто сказки»). В 1903 году выходит роман «Ким» (Kim), который считается одним из лучших романов писателя.
В этом же году он покупает загородный дом в графстве Сассекс (Англия), где остаётся до конца жизни. Здесь он пишет свои знаменитые книги «Пак с Холмов» (Puck of Pook’s Hill) и «Награды и феи» (Rewards and Fairies) — сказки Старой Англии, объединённые рассказчиком — эльфом Паком, взятым из пьес Шекспира. Одновременно с литературной деятельностью Киплинг начинает активную политическую деятельность. Он пишет о грозящей войне с Германией, выступает в поддержку консерваторов, против феминизма и ирландского движения за независимость.

### Время Первой мировой войны
Литературная деятельность становится всё менее насыщенной. Ещё одним ударом для писателя стала гибель сына Джона в Первую мировую войну в 1915 году. Он погиб во время битвы при Лоосе 27 сентября 1915 года, находясь в составе батальона ирландских гвардейцев. Тело Джона Киплинга так и не было обнаружено. Киплинг, вместе с женой работавший в военное время в Красном Кресте, потратил 4 года, пытаясь выяснить, что же случилось с сыном: у него все время теплилась надежда, что, возможно, сын попал в немецкий плен. В июне 1919 года, потеряв все надежды, Киплинг в письме военному командованию признал, что его сын скорее всего погиб. В одной из «Эпитафий войны» (1919) он написал: «Если кто-то спросит, почему мы погибли, Ответьте им, потому что наши отцы лгали нам».
Об истории гибели сына Киплинга британские кинематографисты в 2007 году сняли телевизионный фильм «Мой мальчик Джек» (режиссёр Брайан Кирк, в главных ролях — Дэвид Хэйг и Дэниел Рэдклифф).

### После войны
После войны Редьярд Киплинг становится членом Комиссии по военным захоронениям, взявшей на себя ответственность за сохранность английских военных захоронений по всему миру. Именно им была выбрана библейская фраза «Их имена будут жить вечно» на обелисках памяти.
Во время Гражданской войны в России крайне негативно отзывался о большевиках, считал, что они уничтожают всё хорошее, что есть в России, что 1/6 часть света оказалась оторванной от цивилизации. Несмотря на антикоммунизм, его книги активно переводились и печатались при Ленине и Сталине, пользовались большой популярностью среди советских читателей в межвоенный период, в частности писатель Константин Симонов находился под впечатлением от его творчества.
Во время одной поездки в 1922 году по Франции он знакомится с английским королём Георгом V, с которым потом завязывается большая дружба. Будучи настоящим галломаном, Киплинг решительно выступал за англо-французский союз, был одним из немногих англичан, которые поддержали в Рурском конфликте Францию, в то время как британское правительство и бо́льшая часть английской общественности были против.
В 1922 году Редьярд Киплинг по просьбе канадского профессора Герберта Холтейна написал текст клятвы для ритуала посвящения в Инженеры. С 1922 года по 1925 год Киплинг занимал должность ректора Сент-Эндрюсского университета. Продолжал свою литературную деятельность до начала 1930-х годов, хотя успех сопутствовал ему всё меньше и меньше. Хотя в 1920-х годах он в какой-то степени приветствовал Муссолини, в 1930-х годах он решительно осудил фашизм, называя Мосли хвастуном и карьеристом, а Муссолини сумасшедшим и опасным эгоистом. С приходом к власти в Германии Гитлера Киплинг убрал с обложек своих книг свой логотип, разработанный его отцом на основе знака индийского торговца и представлявший собой свастику с головой слона, держащего в хоботе цветок лотоса. С 1915 года писатель страдал от гастрита, который впоследствии оказался язвой. Редьярд Киплинг умер от прободения язвы 18 января 1936 года в Лондоне, на два дня раньше Георга V. Тело Киплинга было кремировано в крематории Голдерс-Грин, прах захоронен в Уголке поэтов в Вестминстерском аббатстве рядом с могилами Чарльза Диккенса и Томаса Харди.

## В масонстве
По данным английского журнала «Масонские иллюстрации», Киплинг стал масоном примерно в 1885 году, за 6 месяцев до обычного минимального возраста (21 год). Он был инициирован в ложе «Надежда и настойчивость» № 782, которая находилась в Лахоре. Позже он написал в лондонской «Таймс»: 

Я был секретарём ложи несколько лет…, в которую вошли братья, по крайней мере, четырёх вероисповеданий. Я был введён [в ученики] членом Брахмо Сомадж, индусом, повышен [в степень подмастерья] мусульманином, и возведён [в степень мастера] англичанином. Наш привратник был индийским евреем.
 Киплинг так любил свой масонский опыт, что запечатлел его в качестве своих идеалов в стихотворении «Материнская ложа».
Также он был членом французской ложи «Строители совершенного города» № 12, в Сан-Омер.

## Список произведений

### Переводы на русский
Сказки серии «Just so stories» впервые были изданы на русском языке уже в 1903 году и неоднократно переиздавались в оригинальных[прояснить] переводах 11 раз, в том числе 4 раза до 1918 года и 7 раз после 1989 года
Первый сборник стихов Киплинга на русском вышел в 1922 году в переводе Ады Оношкович-Яцыны.

## Экранизации произведений

### Игровое кино
- «Крошка Вилли Винки» (Wee Willie Winkie) — реж. Джон Форд (США, 1937)
- Маленький погонщик слонов (Elephant Boy) — реж. Роберт Флаэрти, Золтан Корда (Великобритания, 1942)
- «Отважные капитаны» (Captains Courageous) — реж. Виктор Флеминг (США, 1937)
- «Ганга Дин» (Gunga Din) — реж. Джордж Стивенс (США, 1939)
- Книга джунглей (Rudyard Kipling’s Jungle Book) реж. Золтан Корда(США, Великобритания, 1942)
- «Ким» (Kim) — реж. Виктор Сэвилл (США, 1950)
- «Человек, который хотел быть королём» (The Man Who Would Be King) — реж. Джон Хьюстон (США-Великобритания, 1975)
- «Рикки-Тикки-Тави» — реж. Александр Згуриди (СССР—Индия, 1975)
- «Ким[англ.]» (Kim) (телефильм) — реж. Джон Дейвис (Великобритания, 1984)
- «Книга джунглей» (The Jungle Book) — реж. Стивен Соммерс (США, 1994)
- Книга джунглей: история Маугли (The Jungle Book: Mowgli’s Story) — реж. Ник Марк (США, 1998)
- «Книга джунглей» (The Jungle Book) — реж. Джон Фавро (США, 2016)

### Зарубежная мультипликация
- Книга джунглей (мультфильм) (The Jungle Book) — реж. Wolfgang Reitherman «Walt Disney Productions» (США, 1967)
- Белый морской котик (мультфильм) (The White Seal) — реж. Чак Джонс (США, 1975)
- Рикки-Тикки-Тави (мультфильм) (Rikki-Tikki-Tavi) — реж. Чак Джонс (США, 1975)
- Братья Маугли (мультфильм) (Mowgli’s Brothers) — реж. Чак Джонс (США, 1976)
- Книга джунглей (аниме-сериал, 52 серии) (ジャングルブック　少年モーグリ Jungle Book: Shounen Mowgli) — реж. Фумио Курокава (Япония (TV Tokyo) 1989—1990)

### Советская мультипликация
1. 1936 — Слонёнок — чёрно-белый
2. 1936 — Отважный моряк — чёрно-белый
3. 1938 — Почему у носорога шкура в складках — чёрно-белый
4. 1965 — Рикки-тикки-тави
5. 1967 — Слонёнок
6. 1967—1971 — Маугли
7. 1968 — Кот, который гулял сам по себе
8. 1981 — Ёжик плюс черепаха
9. 1984 — Как было написано первое письмо
10. 1988 — Кошка, которая гуляла сама по себе

## Влияние
- Название сборника Just-so stories (1902) (в русском переводе получившего название «Просто сказки») было превращено в ироничную характеристику ненаучного теоретического обоснования Just-so story[англ.][источник не указан 3279 дней] (дословно: просто так истории[источник не указан 3279 дней]) в англоязычной академической публицистике.
- В сериале «Гримм» (6.04) Редьярд Киплинг упоминается как один из Гриммов.